# پارک جنگلی جانوف
پارک جنگلی جانوف (به لاتین: Janów Forests Landscape Park) یک جنگل در لهستان است که در Lublin Voivodeship and واقع شده‌است.